# Snap Yo Fingers
„Snap Yo Fingers” – singel Lil Jona i E-40 wykonany wspólnie z Seanem Paulem oraz wydany w 2006 roku.

## Lista utworów
- CD singel (2 maja 2006)[1]

1. „Snap Yo Fingers” (Radio) – 4:36
2. „Snap Yo Fingers” (Street) – 4:36
3. „Snap Yo Fingers” (Instrumental) – 4:36
4. „Get Low” (Remix) – 5:14

Viodeo „Snap Yo Fingers”
- CD maxi–singel (2006)[2]

1. „Snap Yo Fingers” (Radio) – 4:34
2. „Snap Yo Fingers” (Street) – 4:34
3. „Snap Yo Fingers” (Instrumental) – 4:34
4. „Snap Yo Fingers” (Accapella) – 4:09
5. „Snap Yo Fingers” (Call Out) – 0:12

- Płyta gramofonowa (2006)[3]

A1 „Snap Yo Fingers”
A2 „Get Low” (Dizzee Remix)
B1 „What U Gon' Do” (Jamaica Remix)
- Płyta gramofonowa (2006)[4]

A1 „Snap Yo Fingers” (Radio)
A2 „Snap Yo Fingers” (Street)
B1 „Snap Yo Fingers” (Instrumental)
B2 „Snap Yo Fingers” (Accapella)

## Notowania na listach przebojów
| Kraj              | Lista (2006)                       | Najwyższa pozycja |
| ----------------- | ---------------------------------- | ----------------- |
| Stany Zjednoczone | US Billboard Hot R&B/Hip-Hop Songs | 1                 |
| Stany Zjednoczone | US Billboard Hot 100               | 7                 |
| Nowa Zelandia     | Top 40 Singles                     | 14                |
| Stany Zjednoczone | US Billboard Pop 100               | 25                |
| Niemcy            | Top 100 Singles                    | 89                |